# Dasychira ninae
Dasychira ninae är en fjärilsart som beskrevs av Leo Andrejewitsch Sheljuzhko 1943. Dasychira ninae ingår i släktet Dasychira och familjen tofsspinnare. Inga underarter finns listade i Catalogue of Life.